# VTJ Dukla Šumperk
VTJ Dukla Šumperk byl český vojenský fotbalový klub ze Šumperka. Klub byl založen roku 1953 jako Buzuluk Zábřeh, kde působila odloučená součást šumperské posádky. V roce 1956 byli tito armádní fotbalisté převeleni do Šumperka. Ve dvou ročnících se účastnil 3. nejvyšší soutěže, jinak působil převážně v I. A třídě Severomoravského kraje. Zanikl roku 1968 převedením do Bohumína.

## Historické názvy
- 1953 – Buzuluk Zábřeh
- 1956 – VTJ Dukla Šumperk (Vojenská tělovýchovná jednota Dukla Šumperk)
- 1968 – zánik převedením do Bohumína

## Umístění v jednotlivých sezonách
Legenda: Z – zápasy, V – výhry, R – remízy, P – porážky, VG – vstřelené góly, OG – obdržené góly, +/- – rozdíl skóre, B – body, červené podbarvení – sestup, zelené podbarvení – postup, fialové podbarvení – reorganizace, změna skupiny či soutěže
| Československo (1961 – 1967) |                                |        |    |   |   |    |    |    |     |    |        |
| Sezóna                       | Liga                           | Úroveň | Z  | V | R | P  | VG | OG | +/- | B  | Pozice |
| 1961/62                      | Severomoravský krajský přebor  | 3      | 26 | 8 | 6 | 12 | 39 | 42 | -3  | 22 | 11.    |
| 1962/63                      | Severomoravský krajský přebor  | 3      | 26 | 5 | 2 | 19 | 19 | 52 | -33 | 12 | 14.    |
| …                            |                                |        |    |   |   |    |    |    |     |    |        |
| 1966/67                      | Severomoravský oblastní přebor | 4      | 26 | 7 | 4 | 15 | 32 | 53 | -21 | 18 | 14.    |